# Meteoriopsis rugulosa
Meteoriopsis rugulosa là một loài Rêu trong họ Meteoriaceae. Loài này được (Ångström) Broth. mô tả khoa học đầu tiên năm 1906.